# Neues Schloss (Gießen)

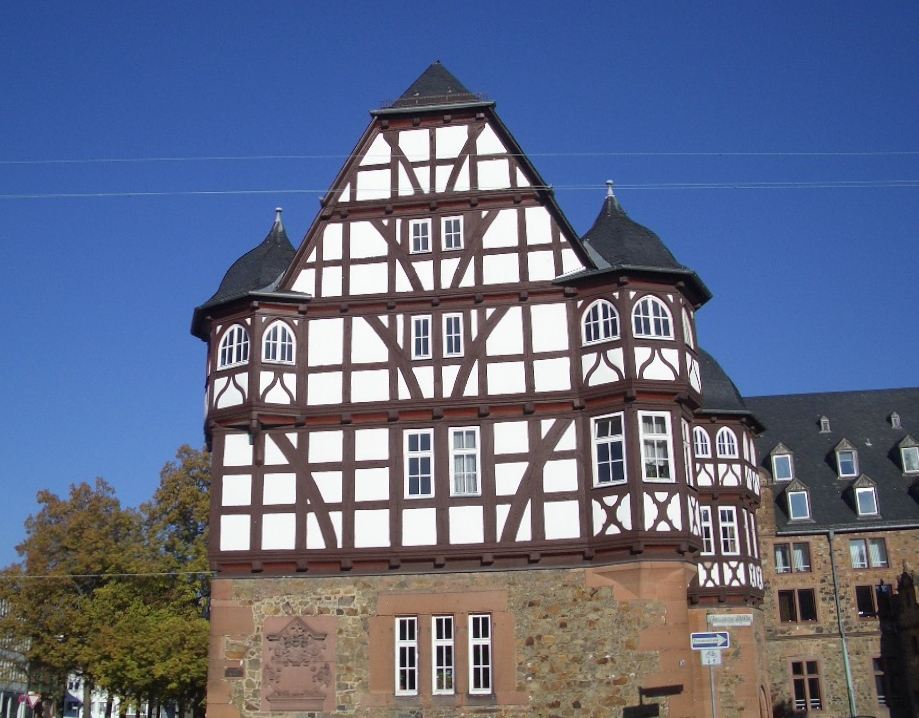
Das Neue Schloss in Gießen

Das Neue Schloss liegt am Brandplatz im Stadtkern der hessischen Universitätsstadt Gießen. Im Osten direkt angrenzend befindet sich das Gießener Zeughaus (erbaut 1586–1590), wenige Meter südwestlich liegen der Botanische Garten und das Alte Schloss.

## Geschichte
Das Schloss wurde von 1533 bis 1539 von Landgraf Philipp dem Großmütigen erbaut. Architektonisch repräsentiert der Bau in Naturstein-Fachwerk-Mischbauweise die Übergangsphase vom gotischen Palas-Saalbau zum Renaissance-Schloss. Schon wegen seiner Größe (34,5 × 12 × 19,5 m) ist es eines der bedeutendsten Fachwerkgebäude Hessens.
Nach 1650 beherbergte das Gebäude die Universitätskanzlei und ein Gericht. Von 1899 bis 1907 wurde es aufwendig restauriert. Das Schloss blieb im Zweiten Weltkrieg wie durch ein Wunder unbeschädigt (das direkt daneben liegende Zeughaus und das Alte Schloss wurden zerstört). Von 1946 bis 1963 waren in den Räumen des Schlosses und in den Baracken auf dem Hof und in denen hinter dem Zeughaus das Polytechnikum Gießen, später die Staatliche Ingenieurschule Gießen, untergebracht. Seit 1965 ist es der Standort des Instituts für Geographie der Justus-Liebig-Universität Gießen.

## Sekundärliteratur
- Herbert Krüger: Das Neue Schloß in Gießen. In: Nachrichten der Gießener Hochschulgesellschaft, Band 30 (1961), S. 165–179. urn:nbn:de:hebis:26-opus-107736 (Volltext in der Gießener Elektronischen Bibliothek der UB)